# Jakša Barbić
Jakša Barbić (Zagreb, 12. prosinca 1936. – Zagreb, 13. kolovoza 2025.) bio je hrvatski pravnik, akademik i sveučilišni profesor. Bio je redoviti član Hrvatske akademije znanosti i umjetnosti.

## Akademska karijera
Rođen je 1936. u Zagrebu. Diplomirao je 1960. na Pravnom fakultetu u Zagrebu. Na Pravnom fakultetu Sveučilišta u Zagrebu radio je od 1963. do umirovljenja 2007., kao asistent, docent, izvanredni profesor, a od 1981. kao redoviti profesor te redoviti profesor u trajnom zvanju na predmetima Privredno pravo i Pravo međunarodne trgovine sada Trgovačko pravo i pravo društava. Doktorirao je 1973. disertacijom Ugovor o consulting engineeringu.
Predavao je na poslijediplomskim studijima trgovačkog prava i prava društava na Pravnom fakultetu u Zagrebu te na pravnim fakultetima u Zagrebu, Splitu, Ljubljani, Mariboru, Skopju, Novom Sadu i Beogradu te na Ekonomskom fakultetu u Zagrebu. Bio je dekan (1993. – 1997.), prodekan (1975. – 1977.), predsjednik Savjeta i član Senata Sveučilišta u Zagrebu. Od 1981. bio je predstojnik Katedre za trgovačko, ranije privredno, sada trgovačko pravo i pravo društava. U hrvatski pravni sustav i u pravnu nastavu uveo je Pravo društava kao posebnu granu prava. Od 2009. bio je professor emeritus Sveučilišta u Zagrebu.

### HAZU
Za člana suradnika HAZU-a izabran je 2002., a za redovitog člana 2004. u Razredu za društvene znanosti. Od 2011. do 2018. bio je potpredsjednik HAZU-a, a od 2019. bio je član Predsjedništva HAZU-a.
Bio je pokretačem utemeljenja i predsjednik Znanstvenog vijeća za državnu upravu, pravosuđe i vladavinu prava, urednik nakladničkog niza „Modernizacija prava” te niza 10 knjiga „Pravna zaštita okoliša”.
Od 2021. godine bio je voditelj Jadranskog zavoda HAZU-a te od 2022. godine urednik Akademijinog časopisa Poredbeno pomorsko pravo - Comparative Maritime Law.

## Pravnička karijera
Od 1961. do 1963. radio je na Kotarskom sudu u Jastrebarskom, Okružnom sudu u Zagrebu i Višem privrednom sudu Hrvatske u Zagrebu kao sudski pripravnik. Po polaganju sudskog ispita 1963. radio je na Općinskom sudu I. u Zagrebu i na Višem privrednom sudu Hrvatske.
Bio je član Akademije pravnih znanosti Hrvatske, Predsjedništva Stalnog arbitražnog sudišta pri Hrvatskoj gospodarskoj komori u Zagrebu, surađivao je na arbitražama s Višim privrednim sudom Hrvatske u Zagrebu i s Visokim trgovačkim sudom u Zagrebu. Bio je član Pravnog savjeta Sabora SR Hrvatske i sudjelovao je u izradi Zakona o trgovačkim društvima.
Bio je predsjednik strukovnog udruženja pravnika u gospodarstvu, predsjednik Udruženja društava pravnika u privredi Hrvatske, predsjednik Predsjedništva Saveza pravnika u privredi Jugoslavije, predsjednik Hrvatskog saveza udruga pravnika u gospodarstvu, član predsjedništva Hrvatskog društva za građanskopravne znanosti i praksu, predsjednik Kluba pravnika grada Zagreba te počasni član Hrvatske udruge sudaca.
Bio je član Nacionalnog vijeća za znanost, državni savjetnik u Ministarstvu pravosuđa Republike Hrvatske, Savjetodavnog vijeća Pravosudne akademije i stručnog vijeća Hrvatske javnobilježničke akademije.

## Djela
Bio je dugogodišnji član uredništva časopisa Privreda i pravo (danas Pravo u gospodarstvu), Pravo i porezi, predsjednik nakladničkog vijeća časopisa Hrvatska pravna revija, Zakonitost i lista Novi informator.
Objavio je (uključujući i izmijenjena i dopunjena izdanja) 39 knjiga i monografija, suautor je 19 i urednik 64 knjige.
Najvažnije djelo mu je Pravo društava objavljeno u tri knjige opsega 5000 stranica.

## Nagrade
Ističu se:
- Priznanje za doprinos razvoju i djelovanju privrednog sudstva (1979.)
- Nagrada HAZU za znanstveni doprinos od trajne vrijednosti za Republiku Hrvatsku (2003.)
- Nagrada za životno djelo Hrvatskog udruženja managera Croma za 2005. godinu
- Državna nagrada za znanost (2006.)
- Zlatna kuna Hrvatske gospodarske komore 2011. za životno djelo
- Priznanje Nikola Tesla za izniman doprinos uspjehu I. Hrvatskog radijskog foruma (2018.)

Za zasluge u znanosti odlikovan je Redom Danice hrvatske s likom Ruđera Boškovića.